# Суарес Бертора, Мишель
Мишель Суа́рес Бе́ртора (исп. Michelle Suárez Bértora; 21 февраля 1984, Салинас, Канелонес — 22 апреля 2022, Монтевидео, Уругвай) — уругвайский политик, активистка, юрист, лектор и писательница. Она стала первой трансгендерной выпускницей университета в Уругвае, первым трансгендерным юристом и первым трансгендерным человеком в правительстве страны.

## Биография
Родилась 21 февраля 1983 года в Салинасе. В возрасте 15 лет при поддержке своей матери сменила свой пол с мужского, который она имела при рождении, на женский. После получения среднего образования в 2004 году поступила в университет. После 6 лет обучения и получения официального разрешения окончить институт с новым полом, Суарес получила докторскую степень. После окончания в 2010 году Республиканского университета она стала первым и на настоящий момент единственным трансгендерным юристом в Уругвае. В 2014 году Суарес также стала первым трансгендерным человеком, избранным в правительство Уругвая.
Суарес являлась членом ЛГБТ-организации «Ovejas Negras» («Чёрная овца»). Она вступила в неё в 2010 году, это произошло вскоре после смерти её матери. Через некоторое время после вступления Суарес незамедлительно начала работу над законопроектом об однополых браках, который был представлен в Конгрессе в 2011 году. В 2012 году законопроект был одобрен Сенатом, и после одобрения со стороны юридического комитета был принят в 2013 году.
В октябре 2017 года Суарес избрана в Сенат Уругвая, но в декабре того же года ушла в отставку, после того как её признали виновной в подделке документов. 17 апреля 2018 года она была приговорена к двум годам домашнего ареста и двум годам колонии под надзором за подлог и мошенничество.
Скончалась 22 апреля 2022 года от сердечного приступа в возрасте 38 лет.